# Jacek Duchnowski
Jacek Janusz Duchnowski (ur. 12 października 1968 w Wyszkowie) – polski polityk, samorządowiec, ostatni wojewoda ostrołęcki.

## Życiorys
Ukończył politologię na Uniwersytecie Warszawskim oraz studia podyplomowe z zakresu zarządzania w administracji publicznej w Akademii Leona Koźmińskiego w Warszawie. Otworzył przewód doktorski z zakresu funduszy strukturalnych.
W latach 1997–1998 z ramienia Akcji Wyborczej Solidarność pełnił funkcję wojewody ostrołęckiego. W wyborach samorządowych w 1998 uzyskał mandat radnego sejmiku mazowieckiego I kadencji. Od 1999 był zatrudniony w Kancelarii Prezesa Rady Ministrów.
W 2002 przystąpił do Platformy Obywatelskiej. W 2005 z jej listy bez powodzenia kandydował do Sejmu. W 2006 został powołany na stanowisko burmistrza Wawra, a w 2010 na zastępcę burmistrza w Ursusie. W 2014 bezskutecznie kandydował do sejmiku województwa, przestał też pełnić funkcję wiceburmistrza.